# Paul Iwanowitsch von Völkner
Paul Iwanowitsch von Völkner (russisch Павел Иванович Фелькнер; polnisch Paweł Felkner; * 1810 in Sankt Petersburg; † 8. November 1862 in Warschau) war ein russischer Schulinspektor und Geheimdienstler. Er wurde im Auftrag der polnischen Nationalregierung während ihrer Vorbereitung auf den Januaraufstand ermordet.

## Leben
Völkner entstammt dem russischen Adelsgeschlecht Völkner. Er absolvierte die Artillerieschule in Sankt Petersburg und diente als Generalstabsoffizier in der kaiserlich-russischen Armee. Für die Teilnahme an der Schlacht um Warschau im Jahr 1831 und der Niederschlagung der polnischen Aufstandsbewegung wurde er mit dem Orden des Heiligen Wladimir ausgezeichnet.
Er schied 1836 aus dem Militärdienst aus und schlug eine Karriere als Schulbeamter in Kongresspolen ein. Völkner war Inspektor der Kreisschule in Lipno, ab 1845 der „Deutsch-Russischen Kreisrealschule“ in Łódź, ab 1848 der „Kreisschule auf der Riemerstraße“ in Warschau und ab 1858 der „Kreisschule auf der Langen Straße“ in Warschau.
Im Jahr 1861 wurde Völkner von Graf Aleksander Wielopolski „im Interesse des Dienstes“ entlassen und in die „Dritte Abteilung der eigenen Kanzlei seiner Kaiserlichen Majestät“ übernommen, eine Vorgängerorganisation der Ochrana. Völkner war für die Verfolgung der im Untergrund agierenden polnischen Nationalregierung zuständig. Diese verhängte im Gegenzug ein Todesurteil gegen ihn. Eine Gruppe junger polnischer Nationalisten um Władysław Kotkowski (1840–1866) überfiel Völkner am Abend des 8. November 1862 vor seinem Haus in der Twarda-Straße und erdolchte ihn mit sechs Messerstichen. Die Täter schnitten Völkners Ohr ab und ließen ihn sterbend zurück.

## Ehrungen
- Russischer Orden der Heiligen Anna II. Klasse[3]
- Roter Adlerorden IV. Klasse
- Virtuti Militari IV. Klasse
- Orden des Heiligen Wladimir IV. Klasse